# Corynoptera spoeckeri
Corynoptera spoeckeri är en tvåvingeart som först beskrevs av Franz Lengersdorf 1930.  Corynoptera spoeckeri ingår i släktet Corynoptera och familjen sorgmyggor.
Artens utbredningsområde är Tyskland. Arten är reproducerande i Sverige. Inga underarter finns listade i Catalogue of Life.